# Omgevingsadressendichtheid
De omgevingsadressendichtheid of OAD is een maat voor stedelijkheid. Ze wordt in Nederland door het Centraal Bureau voor de Statistiek gebruikt.
De omgevingsadressendichtheid van een adres is het aantal adressen binnen een cirkel van één kilometer rond dat adres. Per blok van 500 bij 500 meter wordt de OAD uitgerekend voor een (mogelijk fictief) adres in het midden van dat blok, en vervolgens toegekend aan alle adressen in dat hele blok.
Er zijn volgens deze definitie vijf graden van stedelijkheid:

Stedelijkheid in Nederland anno 2009. Bron: CBS
Niet stedelijk
Weinig stedelijk
Matig stedelijk
Sterk stedelijk
Zeer sterk stedelijk

| Stedelijkheid        | Aantal adressen per km² |
| -------------------- | ----------------------- |
| zeer sterk stedelijk | meer dan 2500           |
| sterk stedelijk      | 1500 – 2500             |
| matig stedelijk      | 1000 – 1500             |
| weinig stedelijk     | 500 – 1000              |
| niet stedelijk       | minder dan 500          |